# Tilmar Kuhn
Tilmar Kuhn (* 18. März 1970 in Ost-Berlin) ist ein deutscher Schauspieler, Synchron- und Hörspielsprecher.

## Leben
Tilmar Kuhn wuchs in Berlin-Weißensee auf und sammelte schon während seiner Schulzeit Erfahrungen auf der Bühne. Für den DEFA-Film Schulmeister Spitzbart stand er 1988 das erste Mal vor der Kamera. An seinem 18. Geburtstag stellte er einen Ausreiseantrag nach West-Berlin. Nach dem Abitur studierte er zunächst für zwei Semester Geschichte und Romanistik an der Humboldt-Universität zu Berlin. Parallel dazu spielte er für die Studentenbühne der FU die Rolle des Idaos in „Die gute Zeit“ von Ernst Barlach in der Regie von Bernd Mottl. Anschließend unterrichtete er im Frühjahr 1993 in St. Petersburg deutsch als Fremdsprache.
Von 1993 bis 1996 studierte Kuhn an der Hochschule für Film und Fernsehen „Konrad Wolf“ in Babelsberg Schauspiel. Seine Abschlussinszenierung „Baal“ unter der Regie von Carmen Maja Antoni, wurde mehrfach im Theater am Schiffbauerdamm (Berliner Ensemble) gezeigt.
Kuhn spielte an verschiedenen Theatern, war aber auch bereits in einigen Fernsehrollen – überwiegend in Serien – zu sehen. Eine Langzeitrolle hatte er z. B. in der Serie Lindenstraße als Heiko Quant, wirkte u. a. aber auch als Gast in den Fernsehserien Wolffs Revier, SK.Babies, Bianca – Wege zum Glück oder Medicopter 117 mit. Tilmar Kuhn ist nicht auf das Fernsehen festgelegt, sondern spielt auch weiterhin auf der Bühne. Darüber hinaus ist er in zahlreichen Hörfunkproduktionen zu hören (u. a. für Deutschlandradio, Rundfunk Berlin-Brandenburg, Mitteldeutscher Rundfunk).
Im Juli 2022 heiratete er in Ostuni (Apulien) Katharine Mehrling.

## Filmografie (Auswahl)
- 2023: SOKO Stuttgart: Nur 5 Stunden, Fernsehserie
- 2004: Bianca – Wege zum Glück, Fernsehepisode
- 2001: Medicopter 117 – Jedes Leben zählt – Liebe oder Tod, Fernsehepisode
- 2001: Wolffs Revier – Die Wette, Fernsehepisode
- 1999–2003: Lindenstraße, Fernsehserie
- 1999: SK-Babies – Blues Brothers, Fernsehepisode
- 1999: Die Rettungsflieger – Die Angst im Nacken, Fernsehepisode
- 1999: Fieber – Ärzte für das Leben, Fernsehserie
- 1997: Ein starkes Team – Roter Schnee, Fernsehen

## Theatrografie (Auswahl)
- 1997–1998: Medea von Hans Henny Jahnn, Oldenburgisches Staatstheater
- 1997–1998: Der Diener zweier Herren von Carlo Goldoni, Oldenburgisches Staatstheater
- 2003: Don Karlos von Friedrich Schiller, Grenzlandtheater Aachen
- 2005: Sag's nicht nach Mitternacht von Peter Ackermann, Ernst Deutsch Theater Hamburg
- 2006: Mozart & Casanova von Kerstin Tomiak, Poetenpack Potsdam
- 2006: Nathan der Weise von Gotthold Ephraim Lessing, Ernst Deutsch Theater Hamburg
- 2010: Die Dreigroschenoper von Bertolt Brecht, Staatstheater Braunschweig
- 2011: Mein Kampf von George Tabori, Poetenpack Potsdam
- 2013: Der Kaufmann von Stuttgart von Jehoschua Sobol, Schauspielbühnen Stuttgart
- 2014: Sonny Boys von Neil Simon, Schlosspark Theater Berlin
- 2015: Und alles auf Krankenschein von Ray Cooney, Schlosspark Theater Berlin

## Hörspiele
- 2003: Stefan Amzoll: Putze Polina – Regie: Wolfgang Rindfleisch (Hörspiel – DLR)
- 2008: Ruth Fruchtman: Mein Exil Zuhause (Lob der Heimatlosigkeit) – Regie: Nikolai von Koslowski (Feature – WDR/RBB)